# Our World in Data

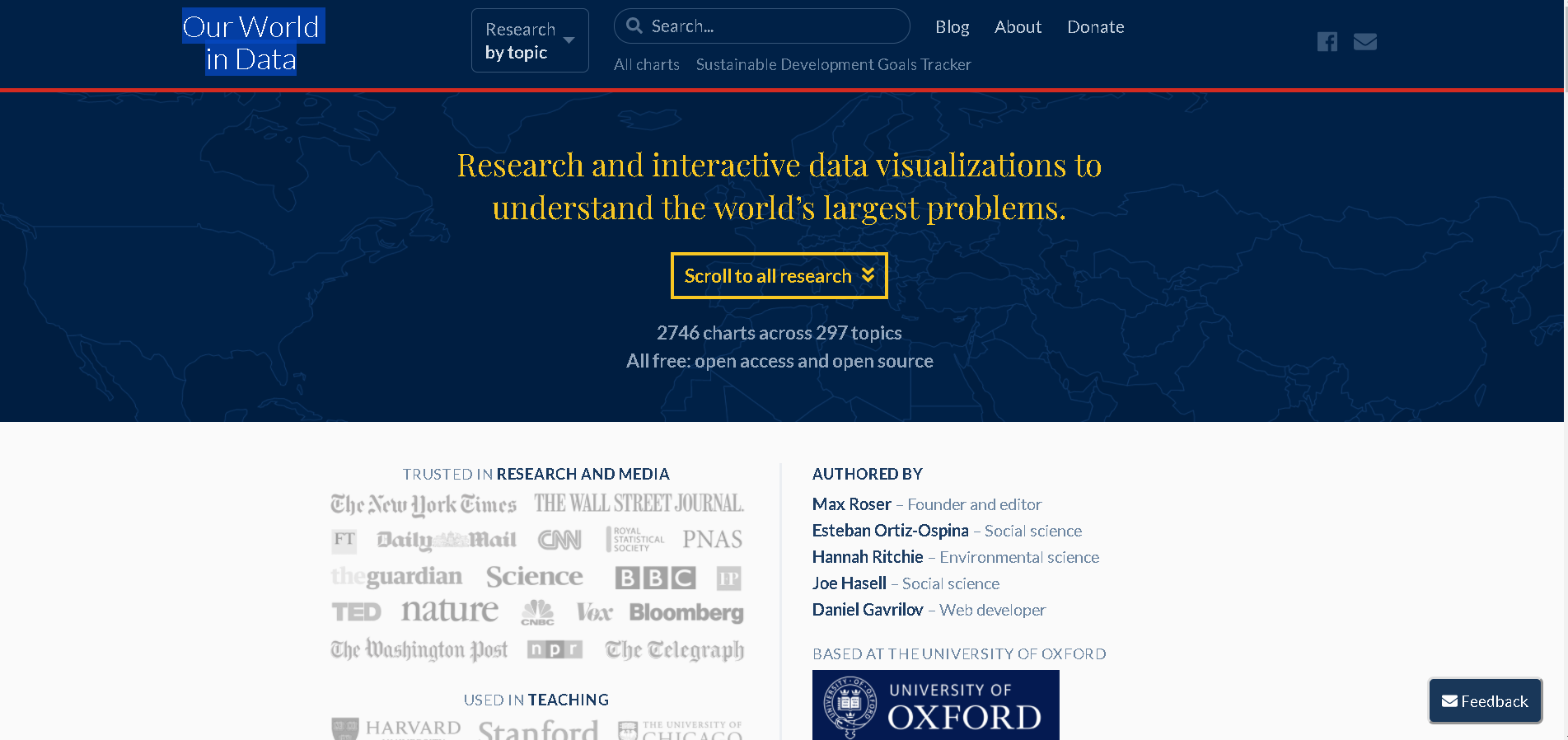
Our World in Data採用CC-BY授權

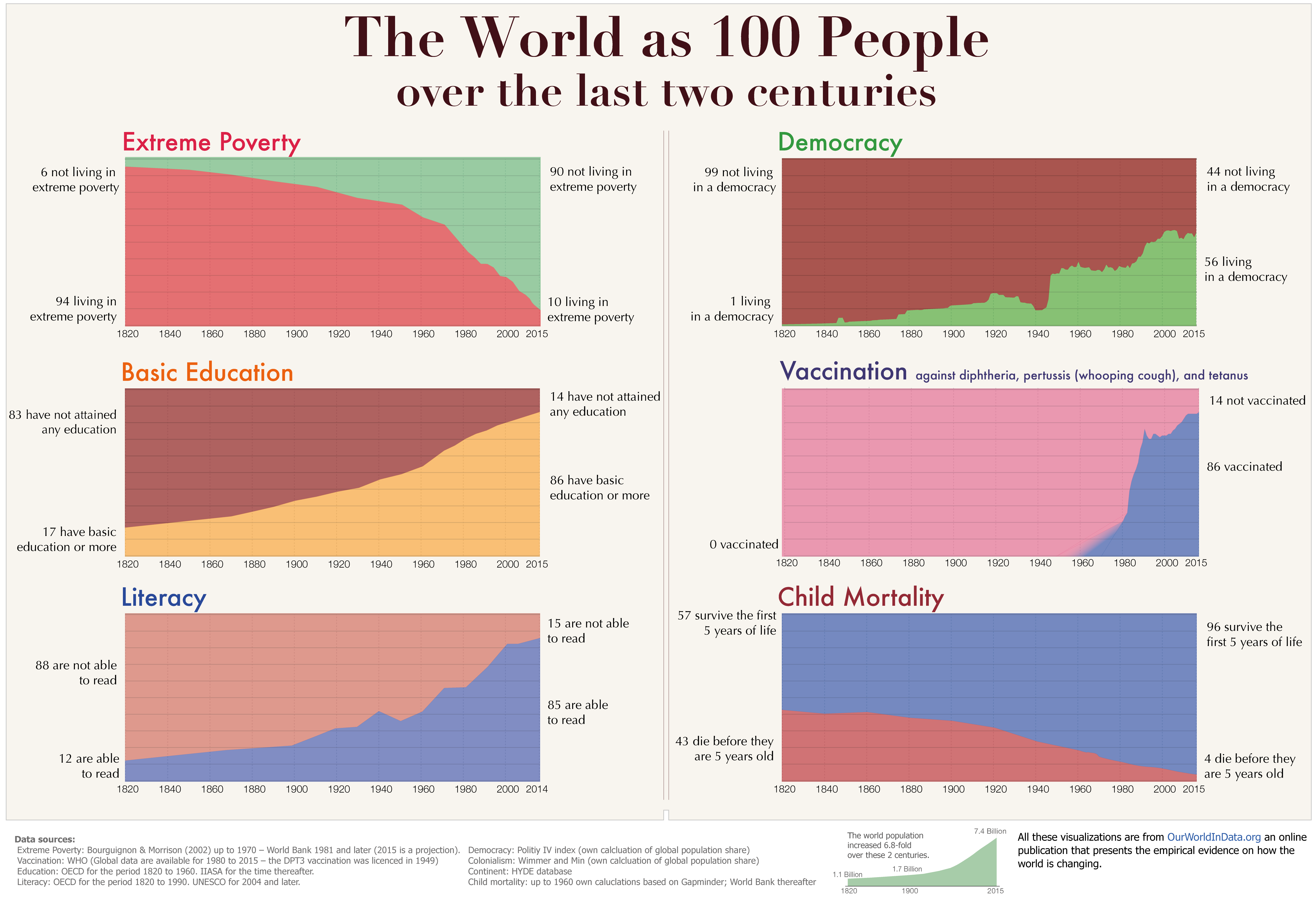
該組織的圖表彙編，顯示過去兩個世紀的總體全球百分比，包括六個因素：極端貧困、民主、基礎教育、疫苗接種、識字率、兒童死亡率

Our World in Data（OWID，無官方中文譯名，一般可譯為「數據看世界」）是一個科學數位出版物，重點關注諸如貧窮，疾病，飢餓，氣候變化，戰爭，存在的風險和不平等之類的全球性大問題。這是全球變化數據實驗室（Global Change Data Lab）的一個項目，該實驗室是英格蘭和威爾士的一家註冊慈善機構，該出版的創始人是社會歷史學家和發展經濟學家馬克斯·羅澤。該研究小組的基址位於牛津大學。
Our World In Data採取CC-by授權，而沒有nc或nd，因此所有資料可以自由使用在維基百科，或其他基於CC授權的使用。。

## 內容
該網絡出版物使用交互式圖表和地圖來說明研究結果，這些研究結果往往需要長期觀察才能顯示出全球生活狀況是如何隨著時間變化的。

## 历史
Roser於2011年開始研究該項目，後來又在牛津大學成立了一個研究團隊。
在最初的幾年裏，羅斯與不平等研究者托尼·阿特金森爵士共同開發了這部出版品。
漢娜·瑞奇於2017年加入Our World in Data。
2019年初，Our World in Data是Y Combinator 2019年冬季團隊中僅有的3個非營利組織之一。
2019年，泰勒·考恩（Tyler Cowen）和帕特裏克·科利森（Patrick Collison）呼籲建立一門新的“進步研究”學科，將我們世界在數據方面的使命制度化，科利森（Collison）發表了一項永久性建議，加入我們世界在數據方面的團隊。
2019年，“Our World In Data”獲得了歐洲網絡獎Lovie Award，“以表彰他們出色地利用數據和互聯網為公眾提供了可理解的數據驅動研究——這是引發社會、經濟和環境變化的必要手段。”

## 外部連結
- Our World in Data（页面存档备份，存于）